# Eo Mackinac

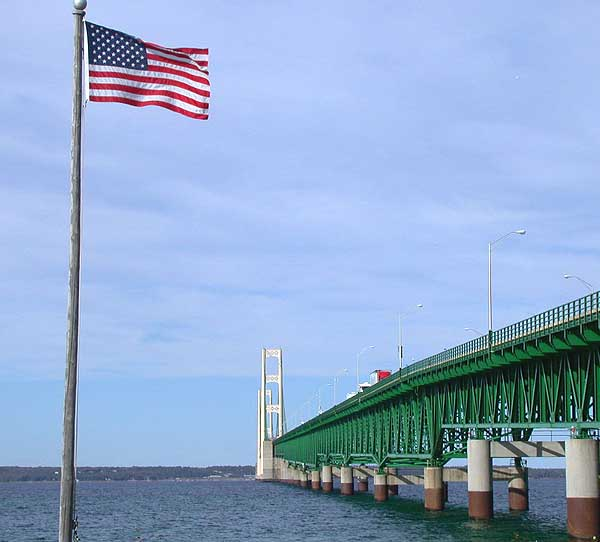
Eo Mackinac nhìn từ bờ Nam với cầu Mackinac bắc qua eo này.

Eo Mackinac là một eo nước ngọt kết nối hai hồ trong số Ngũ Đại Hồ: Hồ Michigan và Hồ Huron và phân chia Bán đảo Thượng Michigan với Bán đảo Hạ Michigan. Eo Mackinac là một tuyến giao thông đường thủy dùng cho việc vận chuyển nguyên liệu thô cũng như thành phẩm; ví dụ như nó là tuyến giao thông kết nối giữa mỏ sắt ở Minnesota với các nhà máy luyện thép ở Gary, Indiana. Trước khi hệ thống đường sắt phát triển tới Chicago từ phía đông, phần lớn người dân di cư đi đến vùng Trung Tây và Đại Bình nguyên Bắc Mỹ bằng đường thủy băng qua Ngũ Đại Hồ. Eo Mackinac rộng chừng 5 dặm (8 cây số) ở khu vực hẹp nhất của nó, nơi cầu Mackinac được xây dựng. Trước khi cầu Mackinac được xây, các phương tiện giao thông và cơ giới được các tàu lăn hàng chở qua eo biển. Hiện nay các tàu và phà chỉ chở người tới đảo Mackinac còn xe cơ giới thì không được phép; tuy nhiên phương tiện giao thông của du khách có thể được các phà ở đảo Bois Blanc chở sang.
Các đảo ở Eo Mackinac bao gồm hai đảo có người cư trú: Bois Blanc và Mackinac; và hai đảo chưa có người ở: Round và St.Helena. Với chiều dài 11 dặm (18 cây số), Bois Blanc là đảo lớn nhất trong eo Mackinac.
Eo Mackinac đủ hẹp và nông để hoàn toàn đóng băng trong mùa đông. Giao thông đường thủy vào thời điểm này được duy trì với sự hiện diện của các tàu phá băng

## Địa chất và lịch sử

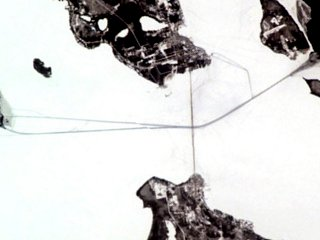
Hình ảnh chụp từ vệ tình về đường đi của tàu phá băng xuyên qua lớp băng trên eo Mackinac. Cầu Mackinac là đường kẻ dọc ở giữa, kết nối vùng đất liền của bán đảo Thượng (phía trên) và bán đảo Hạ (phía dưới). Đường đi của tàu phá băng đi từ phải sang trái, kết nối vùng nước của Hồ Michigan với Hồ Huron giữa đảo Mackinac và đảo Round.

Eo Mackinac có chiều rộng 5 dặm (8,0 km) và độ sâu 120 foot (37 m) deep. Xét về góc độ thủy văn học, thực chất eo Mackinac không phải là con đường nối giữa hai hồ riêng biệt, mà nó là một điểm nhỏ nối liền hai chỗ phình của một hồ duy nhất.
Eo Mackinac là một con đường giao thông quan trọng của người da đỏ bản địa cũng như là một con đường giao thương quan trọng trong việc buôn bán da lông thú. Ở phía Nam của eo Mackinac là Thành phố Mackinaw, Michigan, nơi tọa lạc của đồn Michilimackinac, một tiền đồn (đã được phục dựng) do người Pháp xây vào năm 1715; còn ở phía Bắc là thị trấn St. Ignace, Michigan, nơi tọa lạc của một nhà thờ Công giáo La Mã của Pháp được xây dựng vào năm 1671 nhằm truyền đạo cho người da đỏ bản xứ. Cực phía Đông của eo Mackinac được kiểm soát bởi đồn Mackinac xây trên hòn đảo cùng tên, một tiền đồn do người Anh lập nên và là một căn cứ quân sự thời kỳ sớm của Hoa Kỳ cũng như một trung tâm buôn bán da lông thú, được xây dựng vào năm 1781.

## Eo Mackinac ngày nay
Eo Mackinac được tuần tra bởi một biệt đội của bộ phận Tuần duyên Hoa Kỳ đóng quân ở Điểm Graham, St. Ignace.  Một kênh giao thông vận tải vào mùa đông được duy trì bởi tàu phá băng USCGC Mackinaw của lực lượng Tuần duyên của vùng Ngũ Đại Hồ, đóng ở Cheboygan, Michigan gần bở Đông của eo Mackinac. Tàu phá băng này đã được sử dụng từ mùa đông năm 2005-06.
Phần lớn của Eo Mackinac have been set aside bởi tiểu bang Michigan như là Straits of Mackinac Shipwreck Preserve, một khu vực công cộng được dùng để tưởng niệm những nạn nhân đã chết đuối trên các chuyến phà hoạt động trên tuyến đường thủy tại đây.
Các hải đăng được xây dựng trên eo Mackinac bao gồm:
- Hải đăng điểm McGulpin xây trên điểm McGulpin, 3 dặm (4,8 km) về phía tây của đồn Michilimackinac.
- Hải đăng điểm Mackinac cũ, ở thành phố Mackinaw, Michigan, nay mở cửa cho khách tham quan.
- Hải đăng đảo Round xây trên đảo Round. Không mở cửa cho khách tham quan nhưng có thể được nhìn thấy trên các chuyến phà đến đảo Mackinac.
- Hải đăng đảo St. Helena. Không mở cửa cho khách tham quan nhưng có thể được nhìn thấy tại một khu vực ở Đường cao tốc Hoa Kỳ số 2 tại mỏm Gros, Michigan phía Tây của St. Ignace, Michigan.
- Hải đăng Bois Blanc, xây ở bờ Bắc của đảo Bois Blanc. Không mở cửa cho khách tham quan.